# Aachen (šlechtický rod)
Páni z Aachenu byl německý šlechtický rod původem ze Špýru.

## Stručná historie
Vlastnila panství Reigerding u Rhede ve Vestfálsku. Od druhé poloviny 18. století sloužilo několik členů rodiny v královské pruské armádě.
Po smrti Ewalda von Aachen roku 1816 vymřel rod po meči.